# Clara von Sivers

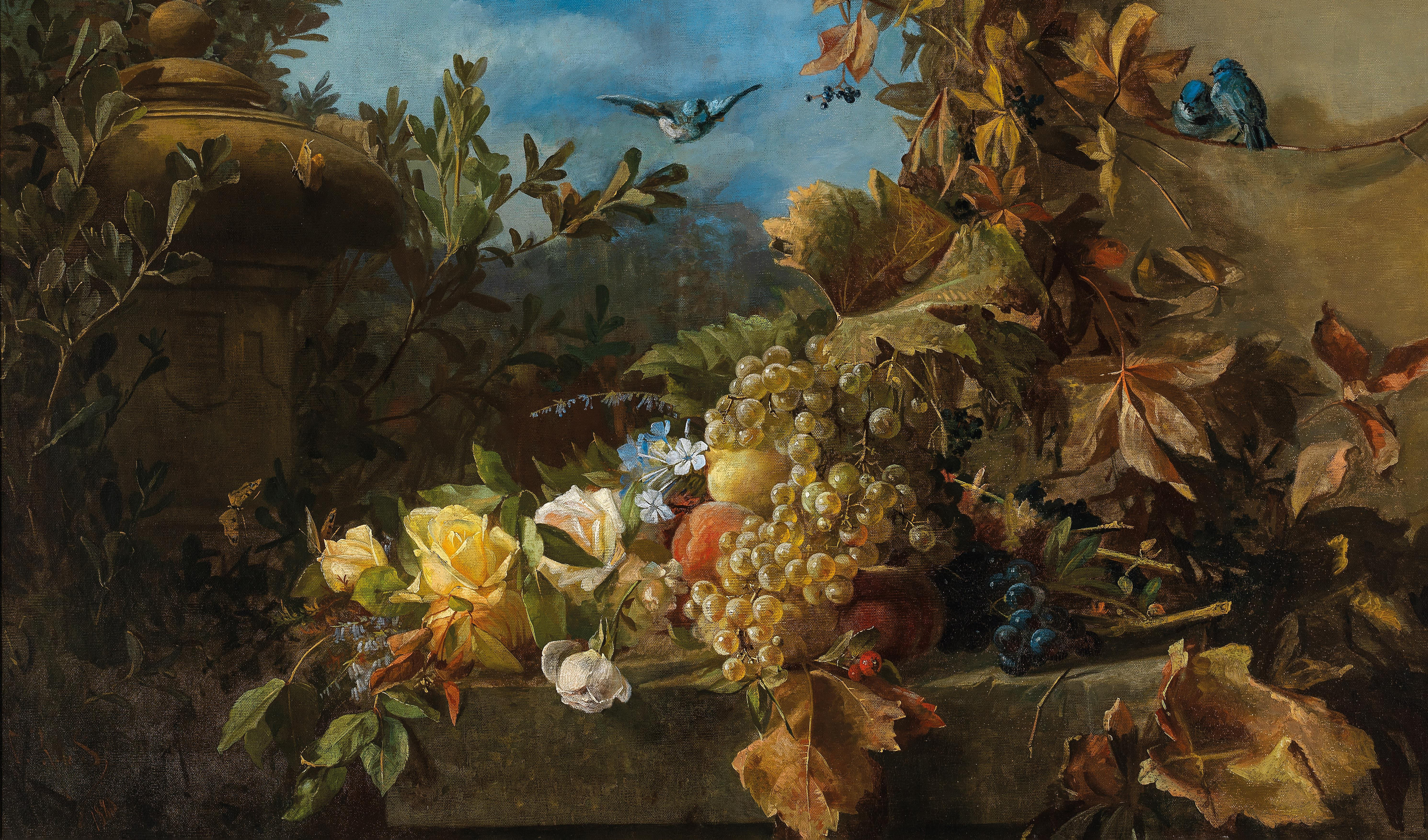
Clara von Sivers: Früchtestillleben, 1888

Clara von Sivers (* 29. Oktober 1854 in Pinneberg als Clara Krüger; † 12. März 1924 in Berlin) war eine deutsche Blumenmalerin.

## Leben

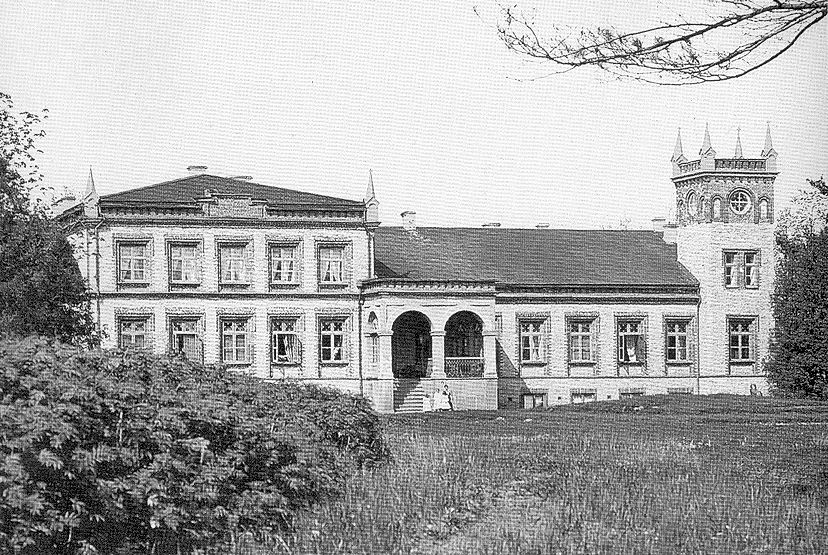
Der Staelenhof (Taali mõisa) bei Pärnu, 1895

Clara Krüger kam 1854 als Tochter des Architekten Hermann Georg Krüger und seiner Ehefrau Catharina Dorothea Lüthge (1824–1905) in Pinneberg zur Welt; ihre Schwestern waren die Malerinnen Rosa und Elisabeth Krüger. Mit 15 Jahren begann ihre künstlerische Ausbildung. Sie studierte an der Kunstakademie Kopenhagen bei dem Biedermeiermaler Otto Diderich Ottesen (1816–1892) sowie in Paris, Stuttgart, Dresden und Lyon. Als ihre weiteren Lehrerinnen und Lehrer werden Anna Peters, Emmeline Humblot (1816–1895) und François Rivoire (1842–1919) angenommen. Belegt sind außerdem Studienaufenthalte 1891 bei Eugène Joors in Antwerpen und 1906 bei Henry Luyten in Brasschaat. 1875 eröffnete sie eine Malerinnenschule in Kiel. Seit 1877 war sie auf Ausstellungen in Dresden, Berlin und München vertreten, sowie 1904 auf der Weltausstellung in St. Louis. Zu ihrer Kundschaft zählte unter anderem Kaiser Wilhelm I. Neben Blumenbildern schuf sie Früchte- und Wildbilder sowie Chromolithografie-Vorlagen. 1878 heiratete sie in Kiel den baltischen Marineoffizier Peter Hermann Jegór von Sivers (1853–1892). Die Eheleute lebten auf dem Gut Staelenhof in Livland und dann in Andrejewo bei Witebsk im damaligen Russland, wo Peter von Sivers als Gutspächter oder -verwalter arbeitete. Das Paar hatte einen Sohn, Hermann von Sivers (1879–1958). 1888 trennte sich das Ehepaar.

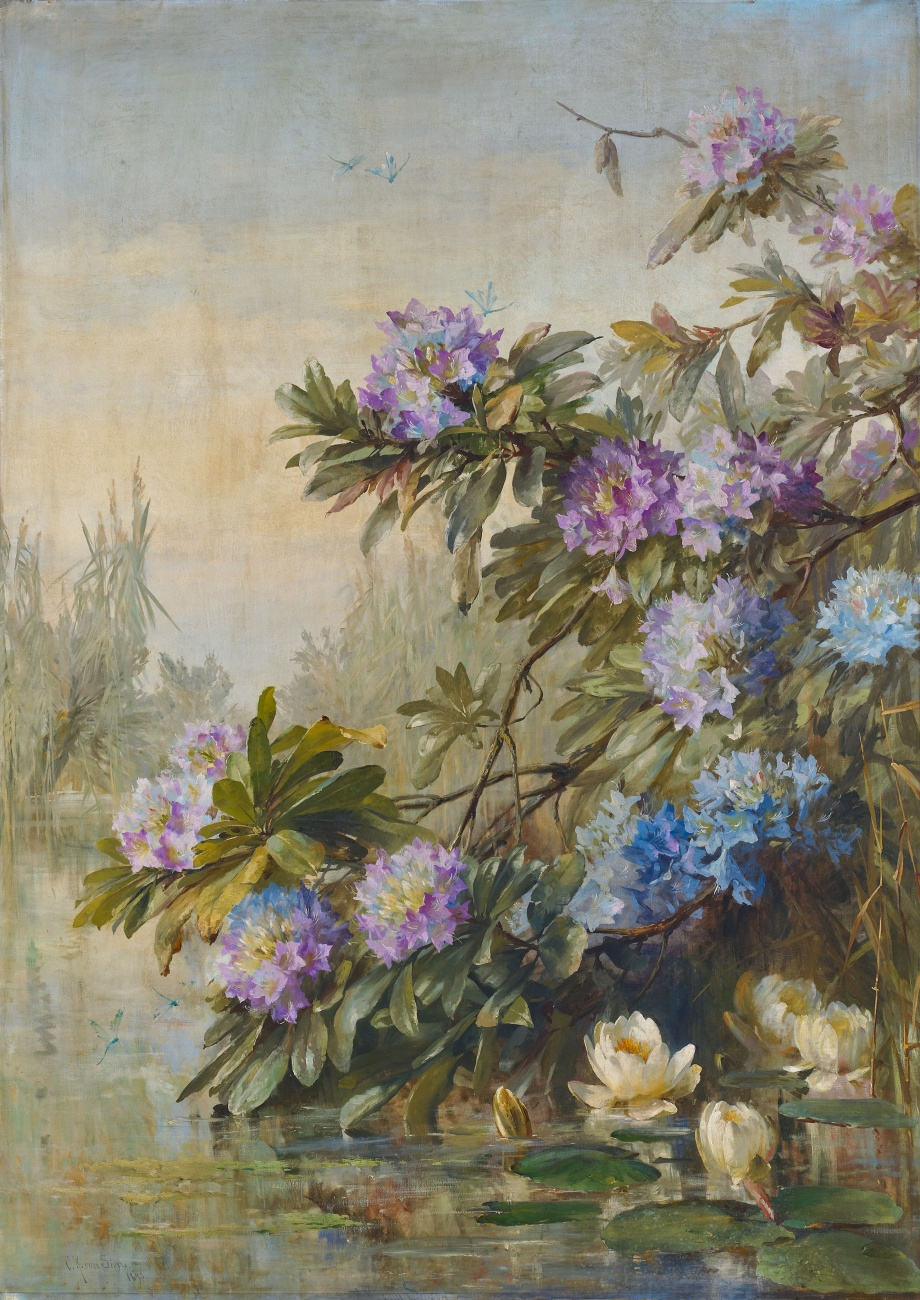
Clara von Sivers: Landschaft mit Frühlingsblüten, 1893

Daraufhin zog Clara von Sivers nach Deutschland zurück. Nach kurzem Aufenthalt bei ihren Eltern in Kiel ist sie seit 1893 im Berliner Adressbuch nachweisbar, zuerst in der Lützowstraße 82, dann am Lützowufer 32 (ab 1899), in der Georg-Wilhelm-Str. 19 (ab 1904) und in der Paulsborner Straße 9 (ab 1908). Sie verdiente ihren Lebensunterhalt als Malerin und Lithografin und betrieb daneben eine Malakademie für Frauen. Unter anderem gehörte Maria Marc zu ihren Schülerinnen. 1900 gründete sie einen Verlag, in dem sie unter anderem bis zum Beginn des Ersten Weltkriegs die illustrierte Monatszeitschrift Kunstgewerbe für’s Haus herausgab, mit Beiträgen u. a. von der Illustratorin Dora Baum und dem Glaskünstler Bruno Mauder. Ihr Interesse galt außerdem verschiedenen kunstgewerblichen Techniken, unter anderem publizierte sie Anleitungen zum Porzellanmalen(1905), zum Modellieren (1911) und zur Batiktechnik (1911). 1894 war sie an der Gründung der Schleswig-Holsteinischen Kunstgenossenschaft beteiligt, außerdem war sie in Berlin Mitglied des Vereins der Künstlerinnen und Kunstfreundinnen.
Clara von Sivers starb am 12. März 1924 in Berlin.

## Werke
Friedrich von Boetticher kannte 1895 sieben Blumen- und Früchtebilder von ihr aus den Jahren 1877 bis 1891. Werke von Clara von Sivers befinden sich heute in den Kunstsammlungen Chemnitz, der Kunsthalle zu Kiel und dem Pinnebergmuseum.